# Grêmio Esportivo Brazlândia
Grêmio Esportivo Brazlândia is een Braziliaanse voetbalclub uit Brazlândia in het Federaal District. De club werd in 1996 opgericht als Sociedade Esportiva Brazlândia. In 2018 werd de huidige naam aangenomen. 